# Kaisis Motor Company
Kaisis Motor Company (KMC) – byłe przedsiębiorstwo zajmujące się produkcją samochodów ciężarowych i autobusów. Swoją siedzibę miało w stolicy Cypru – Nikozji.

## Historia
Firma została założona w 1973 roku. Nazwa przedsiębiorstwa pochodziła od nazwiska założyciela Andreasa Kaisisa. Produkowała pojazdy ciężarowe i autobusy do lat 80. w oparciu o pojazdy marki MAN czy Dodge. Eksportowała swoje wyroby do ponad 20 krajów. Turecka inwazja na Cypr w 1974 r. przyczyniła się do jej upadku gdyż nowa fabryka została ukończona tuż przed inwazją a po zawarciu pokoju znalazła się w strefie buforowej ONZ.